# Авангард (стадион, Луганск)
«Аванга́рд» — спортивный комплекс в Луганске (Украина). Домашняя арена футбольного клуба «Заря». В основном используется для проведения футбольных матчей.
На территории стадиона находятся два поля с естественным покрытием, гаревое поле, а также два поля с искусственным покрытием.
На стадионе действуют секции: аэробика, фехтование, борьба (айкидо, каратэ, вольная борьба, плавание, ныряние, спортивная ходьба, волейбол, гандбол, крикет, гольф, тхэквон-до, бокс, тайский бокс), тяжёлая атлетика, атлетическая гимнастика, лёгкая атлетика, футбол, велоспорт, бодибилдинг.

## История
В 2003 году стадион реконструирован.
До 2000 года стадион принадлежал производственному объединению «Лугансктепловоз».
С февраля 2002 года «Авангард» перешел в коммунальную собственность Луганской области.
Во время реконструкции 2003 года на стадионе была установлена система оповещения и громкоговорящей связи ProMatrix. Это первый украинский стадион, на котором была использована такая система.
В марте 2011 года после матча «Заря» — «Волынь» ФФУ запретила проведение матчей Премьер-лиги на «Авангарде» ввиду неудовлетворительного состояния газона. В апреле 2011 были начаты работы по замене газона и установке современных систем дренажа, полива и подогрева поля. Работы были окончены только осенью из-за несвоевременных требований ФФУ стелить натуральный газон, хотя изначально работы проводились в расчете на искусственный. В декабре 2011 на стадионе были установлены новые прожекторы Philips, обеспечивающие мощность освещения 2000 люкс.
10 июля 2012 года стадион принимал матч за Суперкубок Украины, в котором «Шахтер» уверенно обыграл земляков из «Металлурга».
После начала войны на востоке Украины стадион оказался в собственности Луганской Народной Республики. В настоящее время на нём проводят учебно-тренировочные занятия воспитанники СДЮСШОР по футболу, лёгкой атлетике, борьбе, фехтованию, пятиборью и тяжёлой атлетике.